# Cerro de la Cruz (Antigua Guatemala)
El Cerro de la Cruz (antes conocido como el Cerro del Manchen) es una pequeña montaña que podemos encontrar cerca de la ciudad de Antigua Guatemala.  Su nombre actual es debido a una cruz que custodia la ciudad. La colina tiene una altitud que permite visualizar la ciudad colonial de Antigua Guatemala en todo su esplendor.
Desde su cima se puede ver perfectamente toda la ciudad. Sus calles y avenidas, su plaza Mayor al centro y todas sus demás edificaciones que incluyen iglesias, conventos, casas y calles empedradas. Todo esto hace que la vista nos deje sin aliento. 
A su alrededor hay un bosque y el lugar posee áreas de descanso donde se sientan los turistas y visitantes locales para apreciar la vista y su estadía en el lugar. El Cerro de la Cruz ha sido un panorama capturado por miles de fotógrafos que llegan a apreciar los colores de la ciudad colonial.

## Historia
La cruz que se encuentra en el cerro fue colocada en el año 1930, primero fue hecha de madera para después ser reemplazada por una de cemento. Esta cruz le dio una vista peculiar sobre la ciudad con el volcán de Agua en el fondo. 
Se acostumbra a subir a este cerro especialmente el jueves de la Ascensión para recordar la partida de Jesús 40 días después de su Resurrección. Para esta fecha la gente que asiste acostumbra a comer pequeñas refacciones de comida típica que solemos encontrar en las ventas que rodean el cerro. 

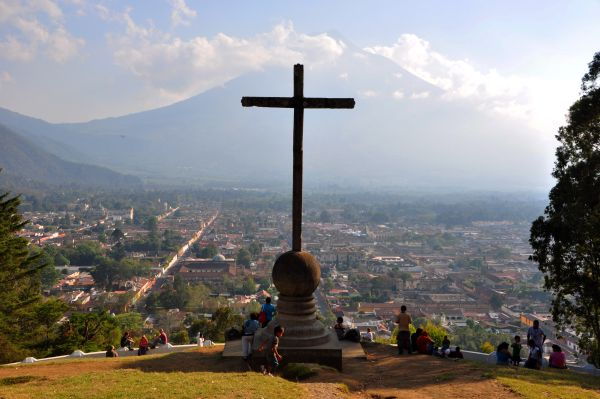
todas las parejas quieren una foto en ese lugar.

## Ubicación
Al final de la 1ª. AVENIDA NORTE se localiza la ruta hacia el Parque Cerro de la Cruz. Es posible tomar dos caminos para ingresar a él. Uno es mediante una vía peatonal y otra es a través de un camino para vehículos que al principio esta adoquinado y luego ya no. Todas las vías están disponibles y en buen estado. 